# Kylören

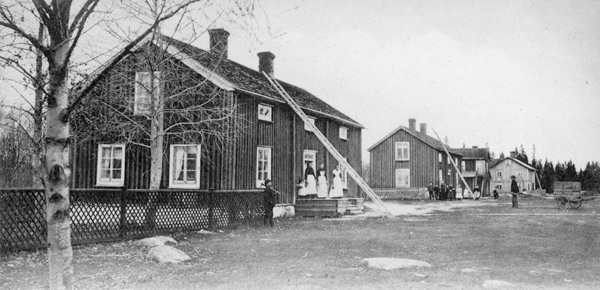
Gatan på Kylören sedd från söder omkring sekelskiftet 1900. Vykort fotograferat av Thilda Olsson, Norrbyn.

Kylören (uttal och äldre stavning Kylörn) är en före detta hamn som anlades omkring 1835 i sydligaste delen av Västerbottens län, den del som tillhör Ångermanland.

## Industriepoken

### Håknässågens lastageplats
På västra sidan av udden Kylörsskatan anlade ägarna av Håknäs vattensåg omkring 1835 en lastageplats. Från sågen, som låg ungefär en halvmil från havet, flottades det sågade virket på Öreälven ut till Kylörviken. På Kylören fanns en brädgård där virket staplades upp för att torka. Det lastades sedan ombord på olika skutor för att transporteras till köparna.

### Skeppsvarv
År 1848 anlade Håknässågens intressenter med patron Robert Häggström i spetsen ett skeppsvarv på Kylören. Här anlades verkshus, smedja, stapelbädd och ett bostadshus med sju rum. Senare tillkom ytterligare en stapelbädd samt särskilda bäddar för pråmbygge.
På Kylören byggdes sedan sju segelfartyg:
- Argo (1849), skonert
- Lovisa (1856), barkskepp
- Helena (1858), barkskepp
- Lovisa (1868), brigg (den första Lovisa hade då förolyckats)
- Håknäs (1877), barkskepp
- Nanna (1882), barkskepp
- Johan (1884), skonert

Kylörens varv lades ned 1884.

### Modo tar över och lägger ned
År 1889 köptes Håknäsbolaget, inklusive Kylören, av Mo och Domsjö AB. Bolaget planerade att anlägga en ny, stor ångsåg utanför Öreälvens mynning. Till en början sågs Kylören som ett intressant alternativ, eftersom där redan fanns brädgård och lastkaj. Dessutom fanns nu en rad med fem timrade arbetarbostäder, den största med fem rum, en förstuga och två vindsrum. Mo och Domsjös chef Frans Kempe var dock negativ till att anlägga det nya sågverket på Kylören, eftersom uppgrundningen av hamnen var påtaglig och markens bärighet dålig. Han förespråkade i stället Norrbyskär, och det blev också där som sågverket kom att anläggas. 
I samband med att arbetena på skäret tog sin början 1891 flyttades två av arbetarbostäderna från Kylören dit ut. När Norrbyskärs ångsåg sedan togs i drift 1895 lades Håknässågen ned och Kylören förlorade sin betydelse som lastageplats för sågat virke.

## 1900-talet
Hädanefter blev Kylören ett satellitsamhälle till Norrbyskär. Till den närmaste platsen på fastlandet, Norrbyn, fanns till en början ingen väg, vilket däremot fanns till Kylören. Därifrån fraktades varor ut till skäret och dit åkte man för att ta sig vidare till Nordmaling. I närheten av Kylören låg också Sörbyn, Mo och Domsjös stora jordbruk, där mjölk producerades för Norrbyskärs räkning. Även den fraktades från Kylören.  Omkring 1910 fick Norrbyn väg till Nordmaling, varefter transporterna i allt större utsträckning flyttades dit.
Kylörens senare historia är bristfälligt dokumenterad. Området förblev länge i Mo och Domsjös ägo och användes för olika verksamheter. Under en period fanns där ett pråmvarv. Flera familjer var bosatta på Kylören, och där fanns öltappare, butik, skräddare, skomakare, bageri och skola. Skolan lades ned i mitten av 1930-talet.
Det berättas att ett kapverk under andra världskriget var placerat på Kylören och att stora mängder ved producerades där. Denna ved skeppades sedan vidare till olika köpare. Det var också via Kylören som varor till och från jordbruket i Sörbyn transporterades tills detta såldes 1945. Ett av husen användes under flera år som militärförläggning och senare av FBU.

## Kultur- och naturvärden
Fem gamla hus står kvar på Kylören och används idag som fritidsbostäder. Bebyggelsen anses ha kulturhistoriskt intresse genom sin delvis bevarade "bruksgata" och rester av en rutnätsplan från 1896.
Längs uddens västra sida syns lämningar efter kajerna. Dessutom finns på Kylören stora mängder barlastmaterial i form av grus, jord, flinta med mera. Detta lossades ur fartygen innan virket lastades ombord. Barlasten användes på Kylören som fyllnadsmaterial och är därför fullt synligt. Ett stort antal växter som införts med barlasten kan fortfarande påträffas. Dit hör sandnarv, nejlikrot, vårfingerört, humlelusern, käringtand, strimsporre, stånds, ullkardborre, vitplister och rödkämpar. Fransad jordstjärna, en barlastsvamp, förekommer på ett par ställen.
Själva udden har växt igen med hägg, gråal, sälg, jolster och rönn som tillsammans bildar en för trakten mycket ståtlig lövskog. Fågellivet är rikt med bland annat regelbundna förekomster av gulsångare, grönsångare och svarthätta. Även nötväcka, busksångare, mindre flugsnappare, sommargylling, turturduva och stenknäck har observerats.